# Andrés Sánchez
Andrés Eduardo Sánchez Rodríguez (ur. 3 października 1997 w Ciudad Juárez) – meksykański piłkarz występujący na pozycji bramkarza, od 2021 roku zawodnik Atlético San Luis.